# Gabrje, Sevnica
Gabrje este o localitate din comuna Sevnica, Slovenia, cu o populație de 63 de locuitori.